# Julia Brown
Julia Brown, även känd som Princess Julia, var en amerikansk bordellägare, verksam i New York mellan 1830- och 1860-talen. Hon har beskrivits som den mest berömda prostituerade i USA under Antebellum-eran.

## Biografi
Julia Brown var anställd i Rosina Townsends och sedan Adeline Millers bordell innan hon öppnade sin egen bordell. Hon är bekräftad som väletablerad före år 1834. Hon drev en luxuös bordell på Leonard Street i New York som blev känd i hela USA.
Brown arrangerade baler där hennes anställda dansade med potentiella kunder medan hon spelade piano. New York var vid denna tid känd som ett centrum för USA:s sexhandel, och Brown tillhörde stadens absoluta elit, och flera av stadens mest berömda prostituerade, så som Fanny White, arbetade i hennes bordell. Som arbetsgivare ska hon ha tagit en ovanligt stor andel av sina anställdas förtjänster. Hennes verksamhet riktade sig mot kunder inom överklassen.
Vid denna tid var prostitution som sådan inte i sig olaglig, bara att bedriva ett "stökigt hus". Hennes bordell låg i ett kvarter där hon bodde granne med medlemmar ur överklassen, som accepterade hennes verksamhet då den inte uppfattades som stökig utan sköttes diskret. Vid denna tid utsattes bordeller ofta av attacker av vandaler som slog sönder lokalerna och trakasserade innevånarna. Lyxbordeller var särskilda måltavlor för sådana protester, och Browns bordell attackerades både 1834 och 1840.
Brown blev förmögen, och donerade pengar till kyrkor och bibelsällskap och välgörande ändamål. Hon frekventerade teatern, mottog inbjudningar till offentliga galatillställningar där hon umgicks med stadens societet, och beskrevs i samtida turistbroschyrer.